# Algéria zászlaja
Algéria zászlaja Algéria egyik nemzeti jelképe.
Ez a zászló hasonló a korábbi Nemzeti Felszabadítási Mozgalom zászlajával, amelyet Abdel Kadir vezetett a 19. században.
A zászló színei az iszlámra (zöld), a tisztaságra (fehér) és a szabadságra (vörös) utalnak. A félhold és a csillag az iszlám jelképei; a félhold zártabb, mint a többi iszlám ország zászlaján, mivel az algériaiak úgy hiszik, hogy a félhold hosszú „szarva” boldogságot, örömöt hoz. A félhold eredetileg az Oszmán Birodalom jelképrendszeréből származik.
A tengerészeti zászló szinte megegyezik a nemzeti zászlóval, kivétel a felsőszögben található két keresztbe tett vörös horgony.